# Édouard Balladur
Édouard Balladur (ur. 2 maja 1929 w Izmirze) – francuski prawnik i polityk pochodzenia ormiańskiego, były minister i premier, parlamentarzysta, kandydat w wyborach prezydenckich.

## Życiorys
Absolwent Instytutu Nauk Politycznych w Paryżu i École nationale d’administration. Działalność publiczną rozpoczął w latach 60. Był doradcą premiera Georges’a Pompidou. W okresie jego prezydentury był m.in. sekretarzem generalnym administracji prezydenckiej.
Jako kandydat gaullistowskiego Zgromadzenia na rzecz Republiki w 1986 po raz pierwszy został posłem do Zgromadzenia Narodowego. Zrezygnował z mandatu, obejmując stanowisko ministra stanu oraz ministra gospodarki, finansów i prywatyzacji w drugim rządzie Jacques’a Chiraca. Funkcje te pełnił przez dwa lata. W 1988 i 1993 ponownie był wybierany do niższej izby francuskiego parlamentu. W 1989 został też radnym Paryża, w radzie francuskiej stolicy zasiadał do 2008.
29 marca 1993, po wygraniu przez koalicję Zgromadzenia na rzecz Republiki i Unii na rzecz Demokracji Francuskiej wyborów parlamentarnych, został mianowany premierem nowego rządu, funkcjonującego w ramach koabitacji przy socjalistycznym prezydencie François Mitterrandzie (tzw. rząd drugiej kohabitacji).
Édouard Balladur zdecydował się wystartować w wyborach prezydenckich w 1995, mimo że jego partia wysunęła kandydaturę mera Paryża, Jacques’a Chiraca. Urzędujący premier uzyskał poparcie mniejszości gaullistów (jak Nicolas Sarkozy, Patrick Devedjian, Charles Pasqua) i większości UDF (przy sprzeciwie Valéry’ego Giscarda d’Estainga). W pierwszej turze Édouard Balladur zajął trzecie miejsce z wynikiem 18,58% głosów. 11 maja 1995, po zwycięstwie Jacques’a Chiraca, zakończył urzędowanie jako premier.
W 1995 powrócił do pracy w parlamencie, skutecznie ubiegał się o reelekcję w 1997. Rok później krótko był radnym Île-de-France. W 2002 zaangażował się w tworzenie Unii na rzecz Większości Prezydenckiej, a po jej sukcesie w wyborach parlamentarnych (w których ponownie zdobył mandat) wstąpił do Unii na rzecz Ruchu Ludowego. W 2007 zrezygnował z ubiegania się o kolejną kadencję, rezygnując z aktywności politycznej.
Odznaczony m.in. Legią Honorową II klasy, Orderem Narodowym Zasługi I klasy oraz Krzyżem Wielkim Orderu Zasługi Rzeczypospolitej Polskiej.

## Skład rządu Édouarda Balladura
- Édouard Balladur – premier[4]
- Simone Veil – minister stanu, minister stosunków społecznych, zdrowia i polityki miejskiej
- Charles Pasqua – minister stanu, minister spraw zagranicznych i planowania regionalnego
- Pierre Méhaignerie – minister stanu, minister sprawiedliwości
- François Léotard – minister stanu, minister obrony
- Alain Juppé – minister spraw zagranicznych
- Edmond Alphandéry – minister gospodarki
- Nicolas Sarkozy – minister budżetu
- Gérard Longuet – minister przemysłu, handlu zagranicznego, poczty i telekomunikacji, 17 października 1994 stanowisko to objął José Rossi
- Michel Giraud – minister pracy, zatrudnienia i szkoleń zawodowych
- François Bayrou – minister edukacji narodowej
- Philippe Mestre – minister weteranów i ofiar wojen
- Jacques Toubon – minister kultury i Frankofonii
- Jean Puech – minister rolnictwa i rybołówstwa
- Michèle Alliot-Marie – minister młodzieży i sportu
- Dominique Perben – minister terytoriów i departamentów zamorskich
- Bernard Bosson – minister transportu, turystyki i zaopatrzenia
- Michel Roussin – minister kooperacji, 12 listopada 1994 stanowisko to objął Bernard Debré
- Hervé de Charette – minister mieszkalnictwa
- Alain Carignon – minister komunikacji, do 19 lipca 1994
- André Rossinot – minister służby publicznej
- Alain Madelin – minister przedsiębiorczości i rozwoju gospodarczego
- François Fillon – minister szkolnictwa wyższego i badań naukowych
- ministrowie delegowani (ministres délégués): Pascal Clément, Roger Romani, Philippe Douste-Blazy, Daniel Hoeffel, Lucette Michaux-Chevry, Alain Lamassoure